# 埃爾津 (哈塔伊省)
埃爾津（Erzin）是土耳其的城市，由哈塔伊省管轄，位於該國南部地中海沿岸，面積415平方公里，海拔高度160米，主要經濟活動是種植柑橘，人口30,340人（2010年）。

## 歷史
埃爾津於2023年2月6日的強震中沒有建築物倒塌，也無人喪生，被稱為“奇蹟小鎮”。該市距離震央加濟安泰普省約113公里，周圍被山脈和丘陵圍繞。在當地市政府工作已6年的提比科格魯（Emre Tibikoglu）向記者表示，“埃爾津能夠挺過強震，要歸功於前任與現任市長堅持不准興建不符合建築法規的建物。雖然也曾造成一些居民反彈，但市府還是不放行，因為他們知道遲早會有大地震。”此外，埃爾津幾乎沒有高樓，也是該次受災較輕的原因。但強震還是有造成一些損害，當地居民仍可維持大部份正常的生活。估計在地震發生後，已有約2萬人湧入埃爾津，當地人口增加約50%。

## 外部連結
- Official website（页面存档备份，存于） - （土耳其文）、（德文）
- info and photos（页面存档备份，存于） （土耳其文）

36°57′14″N 36°12′08″E / 36.9539°N 36.2022°E